# کیتی (موسیقی‌دان)
کاترین لی-بکویث (به انگلیسی: Kathryn-Leigh Beckwith؛ زادهٔ ۲۵ فوریهٔ ۱۹۹۳) که با نام کیتی ری (به انگلیسی: Kitty Ray) نیز شناخته شده و بیشتر با نام هنری کیتی شناخته می‌شود، رپر، خواننده و تهیه‌کنندهٔ موسیقی آمریکایی می‌باشد. وی کار و حرفهٔ خود را از نوجوانی آغاز کرده و در آن زمان ترانه‌های خود را در وبلاگ تامبلرش تحت نام‌های کیتی پراید و ♡کیتی♡ منتشر می‌کرد.